# Logaritme natural
El logaritme neperià, logaritme natural o logaritme hiperbòlic és el logaritme en base e, on e és un nombre irracional que val 2.718281828459045... En termes senzills, el logaritme natural d'un nombre x és la potència a què caldria elevar e perquè doni x — per exemple el logaritme natural de e és 1 perquè e¹ = e, mentre que el logaritme natural d'1 ha de ser 0, atès que e0 = 1. El logaritme natural es pot definir per a tots els nombres reals positius x com l'àrea compresa sota la corba y = 1/t des d'1 a x i també es pot definir per als nombres complexos diferents de zero tal com s'explicarà més avall.
La funció logaritme natural també es pot definir com la funció inversa de la funció exponencial, portant a les següents identitats:
{\displaystyle e^{\ln(x)}=x\qquad {\mbox{si }}x>0\,\!}
{\displaystyle \ln(e^{x})=x.\,\!}
En altres paraules, la funció logaritme és una bijecció del conjunt dels nombres reals positius al conjunt de tots els nombres reals. De forma més precisa, és un isomorfisme del grup que formen els nombres reals positius amb l'operació multiplicació en el grup que formen els nombres reals amb l'operació addició.
Els logaritmes es poden definir per a qualsevol base positiva diferent d'1, no només e, i són útils per resoldre equacions en les quals la incògnita apareix com a exponent d'algun altre nombre.

## Història
El primer esment del logaritme natural va ser donada per Nicolaus Mercator en el seu treball Logarithmotechnia publicat el 1668, tot i que el professor de matemàtiques John Speidell ja ho havia fet en el 1619 recopilant una taula sobre valors del logaritme natural. Va ser anomenat formalment com logaritme hiperbòlic, ja que els seus valors corresponien amb els de l'àrea trobada sota la hipèrbola. De vegades també es refereix al logaritme neperià, tot i que el significat original d'aquest terme és lleugerament diferent.

## Convencions sobre la notació
Hi ha diverses tradicions de notació dels logaritmes i pot dur a confusió. Per mitigar aquesta ambigüitat, la especificació ISO 80000 recomana escriure els logaritmes de base 10 log10(x) com lg(x) i els logaritmes naturals loge(x) com ln(x). Tot i així, perviuen alguns usos en sectors específics:
- Els matemàtics, els estadístics i alguns enginyers generalment empren tant "log(x)" com "ln(x)" per a expressar loge(x), és a dir, el logaritme natural de x, i escriuen "log10(x)" si el que volen expressar és el logaritme en base 10 de x.

- Alguns enginyers, biòlegs i altres, generalment escriuen "ln(x)" (o ocasionalment "loge(x)") quan es refereixen al logaritme natural de x, i empren "log(x)" per a significar log10 (x) o, en el cas d'alguns informàtics, log₂ (x).

- En els llenguatges de programació més habitualment emprats, incloent-hi C, C++, Fortran, i BASIC, "log" o "LOG" es refereix al logaritme natural.

- En les calculadores, el logaritme natural s'escriu ln, mentre log és el logaritme en base 10.

## Per què se'n diu "natural"
Inicialment podria semblar que com emprem el sistema decimal per a gairebé tots els càlculs, la base 10 hauria de ser més "natural" que la base e, però hi ha diversos sentits en els quals loge és més "natural". En primer lloc, a través de les matemàtiques i de les ciències apareixen variables com a exponents d'e en moltes més expressions importants que no pas com a exponents de 10 —després de tot, l'únic d'especial que té el 10 és que resulta ser el nombre de dits de les mans amb què neixen la majoria dels humans. Així doncs, el logaritme natural és gairebé sempre més útil a la pràctica. Com a exemple relacionat, considereu el problema de derivar una funció logarítmica:
{\displaystyle {\frac {d}{dx}}\log _{b}(x)={\frac {\log _{b}e}{x}}}
Si la base b és igual a e, llavors la derivada és simplement 1/x, i a x = 1 aquesta derivada val 1. Un altre sentit en què els logaritmes en base e són més naturals és que es poden definir força més fàcilment en termes d'una simple integral o en sèrie de Taylor i això no és cert pels altres logaritmes.
Altres sentits d'aquesta naturalitat no fan ús del càlcul. Com a exemple, hi ha diverses sèries senzilles que involucren el logaritme natural. De fet, Pietro Mengoli i Nicolaus Mercator varen anomenar-los logarithmus naturalis unes quantes dècades abans que Newton i Leibniz desenvolupessin el càlcul.

## Definició de logaritme natural com integral
Si suposem el logaritme com una funció f, es desitja que aquesta compleixi la propietat:
(1) {\displaystyle f(xy)=f(x)+f(y)}
on x, y i xy pertanyen al domini de f.
Una solució trivial a (1) és la funció 0, que a més és definida a tot R.
Si 0 pertany al domini, i fem {\displaystyle y=0} a (1) aleshores {\displaystyle f(0)=f(x)+f(0)}, el que implica que {\displaystyle f(x)=0} per a cada {\displaystyle x} en el domini de {\displaystyle f}.
En canvi, si aquesta funció {\displaystyle f(x)} no és la funció zero, no pot estar definida en 0.
Si f és una solució de (1), diferent de 0 que conté el punt 1, podrem dir que {\displaystyle x=y=1} i obtindrem {\displaystyle f(1)=2f(1)}, el que implica que {\displaystyle f(1)=0}.
De la mateixa forma si {\displaystyle x=y=-1} obtindre 
{\displaystyle f(1)=2f(-1)}, és a dir {\displaystyle f(-1)=0}
i si ara fem {\displaystyle y=-1} obtindrem la igualtat 
{\displaystyle f(-x)=f(x)+f(-1)}, donat que {\displaystyle f(-1)=0} obtenim que:
{\displaystyle f(x)=f(-x)} i, per tant, es tracta d'una funció parella.
Suposem ara que {\displaystyle f} disposa de derivada respecte de x a qualsevol punt del domini mantenint fixa la y, derivant (1) obtindrem:
{\displaystyle yf'(xy)=f'(x)}
per x = 1 obtenim
{\displaystyle yf'(y)=f'(1)} per a qualsevol y ≠ 0
i per tant
{\displaystyle f'(y)=f'(1)/y}
del segon teorema del càlcul obtenim
{\displaystyle f(x)-f(c)=\int _{c}^{x}{\frac {f'(1)}{y}}dy}
si c = 1 
{\displaystyle f(x)-f(1)=f(x)=\int _{1}^{x}{\frac {f'(1)}{y}}dy}
si f'(1) = 0 implica que f(x)=0 per qualsevol x, que és la solució trivial del principi, i donat que hem suposat que la funció f no és la funció nul·la implica que f'(1)≠0 i, per tant, podem dividir el dos membres de l'equació per f'(1) i obindrem:
{\displaystyle f(x)/f'(1)=g(x)=\int _{c}^{x}{\frac {1}{y}}dy} per a qualsevol x ≠ 0
Aleshores, definirem logaritme natural de x a: 
{\displaystyle L(x)=\int _{1}^{x}{\frac {1}{y}}dy}
Hem de fer notar que el valor de x que fa que {\displaystyle L(x)=1} és el nombre {\displaystyle e}.

## Definició del logaritme natural mitjançant un límit
Per tot nombre real positiu {\displaystyle x>0} podem definir el seu logaritme natural {\displaystyle \operatorname {ln} x} com el següent límit.
{\displaystyle \operatorname {ln} x:=\lim _{n\to \infty }n(x^{\frac {1}{n}}-1)}

## Definicions

ln(x) definida com l'àrea sota la corba f(x) = 1/x

Formalment, el ln(a) es pot definir com l'àrea compresa entre l'eix d'abcises i la gràfica (integral) d’1/x des d'1 fins a a, això és,
{\displaystyle \ln(a)=\int _{1}^{a}{\frac {1}{x}}\,dx.}
Això defineix un logaritme perquè satisfà les propietats fonamentals d'un logaritme:
{\displaystyle \ln(ab)=\ln(a)+\ln(b)\,\!}
Això es pot demostrar tot fent {\displaystyle t={\tfrac {x}{a}}} tal com segueix:
{\displaystyle \ln(ab)=\int _{1}^{ab}{\frac {1}{x}}\;dx=\int _{1}^{a}{\frac {1}{x}}\;dx\;+\int _{a}^{ab}{\frac {1}{x}}\;dx=\int _{1}^{a}{\frac {1}{x}}\;dx\;+\int _{1}^{b}{\frac {1}{t}}\;dt=\ln(a)+\ln(b)}
El nombre e llavors es pot definir com l'únic nombre real a tal que ln(a) = 1.
De forma alternativa, si primer s'ha definit la funció exponencial emprant una sèrie infinita, el logaritme natural es pot definir com la seva funció inversa, és a dir, ln(x) és una funció tal que {\displaystyle e^{\ln(x)}=x\!}. Donat que el recorregut de la funció exponencial real són tots els nombres reals positius i com que la funció exponencial és estrictament creixent, la funció logaritme definida així és ben definida per a tots els valors positius d’x.

## Propietats
- {\displaystyle \ln(1)=0\,}

- {\displaystyle \ln(-1)=i\pi \quad \,}

- {\displaystyle \ln(x)<\ln(y)\quad {\rm {for}}\quad 0<x<y\;}

- {\displaystyle {\frac {h}{1+h}}\leq \ln(1+h)\leq h\quad {\rm {for}}\quad h>-1\;}

- {\displaystyle \lim _{x\to 0}{\frac {\ln(1+x)}{x}}=1.\,}

## Derivada, sèries de Taylor

El polinomi de Taylor per nomes dona aproximaccions acurades pel rang -1 < x ≤ 1. Noteu que, per x > 1, el polinomi de Taylor dona aproximacions "pitjors".

La derivada del logaritme natural ve donada per
{\displaystyle {\frac {d}{dx}}\ln(x)={\frac {1}{x}}.\,}
Això porta al seu desenvolupament en sèrie de Taylor
{\displaystyle \ln(1+x)=\sum _{n=1}^{\infty }{\frac {(-1)^{n+1}}{n}}x^{n}=x-{\frac {x^{2}}{2}}+{\frac {x^{3}}{3}}-\cdots \quad {\rm {per}}\quad \left|x\right|\leq 1\quad {\mbox{ tret que}}\quad x=-1}
Aquesta sèrie també és coneguda com la sèrie de Mercator.
Substituint x-1 per x, s'obté una forma alternativa pel mateix desenvolupament en sèrie de ln(x) 
{\displaystyle \ln(x)=\sum _{n=1}^{\infty }{\frac {(-1)^{n+1}}{n}}(x-1)^{n}=(x-1)-{\frac {(x-1)^{2}}{2}}+{\frac {(x-1)^{3}}{3}}-{\frac {(x-1)^{4}}{4}}\cdots }
{\displaystyle {\rm {per}}\quad \left|x-1\right|\leq 1\quad {\rm {\mbox{ tret que}}}\quad x=0.}
Emprant la transformació d'Euler a la sèrie de Mercator, s'obté el següent, què és vàlid per a qualsevol x amb valor absolut més gran que 1:
{\displaystyle \ln {x \over {x-1}}=\sum _{n=1}^{\infty }{1 \over {nx^{n}}}={1 \over x}+{1 \over {2x^{2}}}+{1 \over {3x^{3}}}+\cdots }
Aquesta sèrie és similar a una fórmula de tipus BBP.

## El logaritme natural en la integració
El logaritme natural permet la integració senzilla de funcions de la forma g(x) = f '(x)/f(x): una funció primitiva de g(x) ve donada per ln(|f(x)|). La idea parteix de la regla de la cadena i del següent fet:
{\displaystyle \ {d \over dx}\left(\ln \left|x\right|\right)={1 \over x}.}
En altres paraules,
{\displaystyle \int {1 \over x}dx=\ln |x|+C}
i
{\displaystyle \int {{\frac {f'(x)}{f(x)}}\,dx}=\ln |f(x)|+C.}
Un exemple es dona en el cas de g(x) = tan(x):
{\displaystyle \int \tan(x)\,dx=\int {\sin(x) \over \cos(x)}\,dx}
{\displaystyle \int \tan(x)\,dx=\int {-{d \over dx}\cos(x) \over {\cos(x)}}\,dx.}
Fent f(x) = cos(x) i f'(x)= - sin(x):
{\displaystyle \int \tan(x)\,dx=-\ln {\left|\cos(x)\right|}+C}
{\displaystyle \int \tan(x)\,dx=\ln {\left|\sec(x)\right|}+C}
On C és una constant d'integració arbitrària.
El logaritme natural es pot integrar fent servir la integració per parts:
{\displaystyle \int \ln(x)\,dx=x\ln(x)-x+C.}

## Valor numèric
Per calcular el valor numèric del logaritme natural d'un nombre, l'expressió de la sèrie de Taylor es pot reescriure com:
{\displaystyle \ln(1+x)=x\,\left({\frac {1}{1}}-x\,\left({\frac {1}{2}}-x\,\left({\frac {1}{3}}-x\,\left({\frac {1}{4}}-x\,\left({\frac {1}{5}}-\ldots \right)\right)\right)\right)\right)\quad {\rm {per\quad a}}\quad \left|x\right|<1.\,\!}
Per obtenir una convergència més ràpida, es pot fer servir la següent identitat:
| {\displaystyle \ln(x)=\ln \left({\frac {1+y}{1-y}}\right)} | {\displaystyle =2\,y\,\left({\frac {1}{1}}+{\frac {1}{3}}y^{2}+{\frac {1}{5}}y^{4}+{\frac {1}{7}}y^{6}+{\frac {1}{9}}y^{8}+\ldots \right)}                                                             |
|                                                            | {\displaystyle =2\,y\,\left({\frac {1}{1}}+y^{2}\,\left({\frac {1}{3}}+y^{2}\,\left({\frac {1}{5}}+y^{2}\,\left({\frac {1}{7}}+y^{2}\,\left({\frac {1}{9}}+\ldots \right)\right)\right)\right)\right)} |
sabent que y = (x−1)/(x+1) i x > 0.
Per a valors de ln(x) on x > 1, com més a prop d'1 és x, més ràpida és la convergència. Es poden emprar les identitats associades amb el logaritme per treure profit d'això:
| {\displaystyle \ln(123,456)\!} | {\displaystyle =\ln(1,23456\times 10^{2})\,\!}             |
|                                | {\displaystyle =\ln(1,23456)+\ln(10^{2})\,\!}              |
|                                | {\displaystyle =\ln(1,23456)+2\times \ln(10)\,\!}          |
|                                | {\displaystyle \approx \ln(1,23456)+2\times 2,3025851\,\!} |
Aquestes tècniques ja es feien servir abans del desenvolupament de les calculadores a base d'emprar taules i fent manipulacions tals com les descrites abans.

### Alta precisió
Per calcular el logaritme natural amb molts dígits de precisió, l'aproximació emprant la sèrie de Taylor no és eficient perquè la seva convergència és lenta. Una alternativa és fer servir el mètode de Newton per calcular la inversa de la funció exponencial, les sèries de la qual convergeixen més ràpidament.
Una alternativa per a càlculs de precisió extremadament alta és la fórmula 
{\displaystyle \ln x\approx {\frac {\pi }{2M\left(1,{\frac {4}{s}}\right)}}-m\ln 2}
On M indica la mitjana aritmètico-geomètrica i
{\displaystyle s=x\,2^{m}>2^{\frac {p}{2}},}
amb m escollida de forma que s'obtinguin p bits de precisió. De fet, si es fa servir aquest mètode, es pot calcular la funció exponencial de forma més eficient a base d'emprar el mètode de Newton per trobar la inversa del logaritme natural. (Les constants ln 2 i π es poden precalcular fins a la precisió desitjada emprant qualsevol dels molts algoritmes coneguts que convergeixen ràpidament.)

### Complexitat computacional
La complexitat computacional de calcular el logaritme natural (fent servir la mitjana aritmètica geomètrica) és O(M(n) ln n). Aquí n és el nombre de dígits de precisió amb els quals s'ha de calcular el logaritme natural i M(n) és la complexitat computacional de multiplicar dos nombres d’n dígits.

## Fraccions contínues
Si bé les fraccions simples contínues no estan sempre disponibles, sí que ho estan les fraccions contínues generalitzades:
{\displaystyle \log(1+x)={\frac {x^{1}}{1}}-{\frac {x^{2}}{2}}+{\frac {x^{3}}{3}}-{\frac {x^{4}}{4}}+{\frac {x^{5}}{5}}-\cdots ={\cfrac {x}{1-0x+{\cfrac {1^{2}x}{2-1x+{\cfrac {2^{2}x}{3-2x+{\cfrac {3^{2}x}{4-3x+{\cfrac {4^{2}x}{5-4x+\ddots }}}}}}}}}}}
{\displaystyle \log(1+{\frac {2x}{y}})={\cfrac {2x}{y+{\cfrac {x}{1+{\cfrac {x}{3y+{\cfrac {2x}{1+{\cfrac {2x}{5y+{\cfrac {3x}{1+\ddots }}}}}}}}}}}}={\cfrac {2x}{(y+x)-{\cfrac {(1x)^{2}}{3(y+x)-{\cfrac {(2x)^{2}}{5(y+x)-{\cfrac {(3x)^{2}}{7(y+x)-\ddots }}}}}}}}}

## Logaritmes complexos
La funció exponencial es pot estendre a una funció que dona un nombre complex com ex per a qualsevol nombre complex x; simplement emprant la sèrie de Taylor de la funció exponencial amb x complex. La inversa d'aquesta funció dona lloc al logaritme complex i té la majoria de les propietats del logaritme ordinari. Però hi ha dues dificultats involucrades: no hi ha cap x tal que ex = 0; i a més resulta que un gir de 360 graus és e2πi = 1 = e0. Encara que la propietat multiplicativa encara funciona per a la funció exponencial complexa, ez = ez+2nπi, per a qualsevol complex z i qualsevol enter n.
Per tant, el logaritme no pot ser definit per a tot el pla complex i fins i tot llavors és una funció multivaluada – qualsevol logaritme complex es pot canviar per un logaritme "equivalent" a base d'afegir-li a voluntat qualsevol enter multiplicat per 2πi. El logaritme complex només pot ser univaluat en el tall del pla. Per exemple, ln i = 1/2 πi or 5/2 πi or −3/2 πi, etc.; i també i4 = 1, 4 log i es pot definir com 2πi, o 10πi o −6 πi, i això.

Gràfica de la funció logaritme natural al pla complex (branca principal)
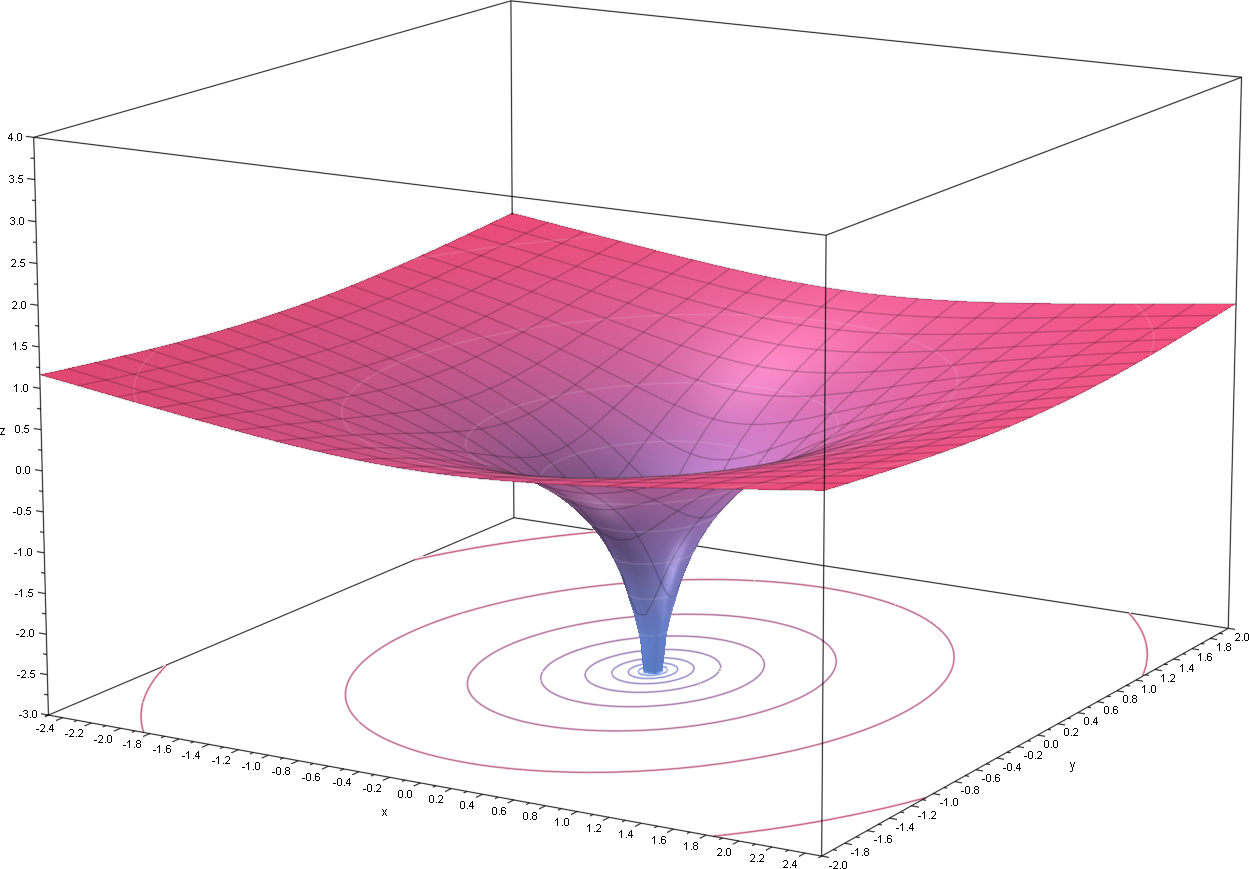
z = Re(ln(x+iy))
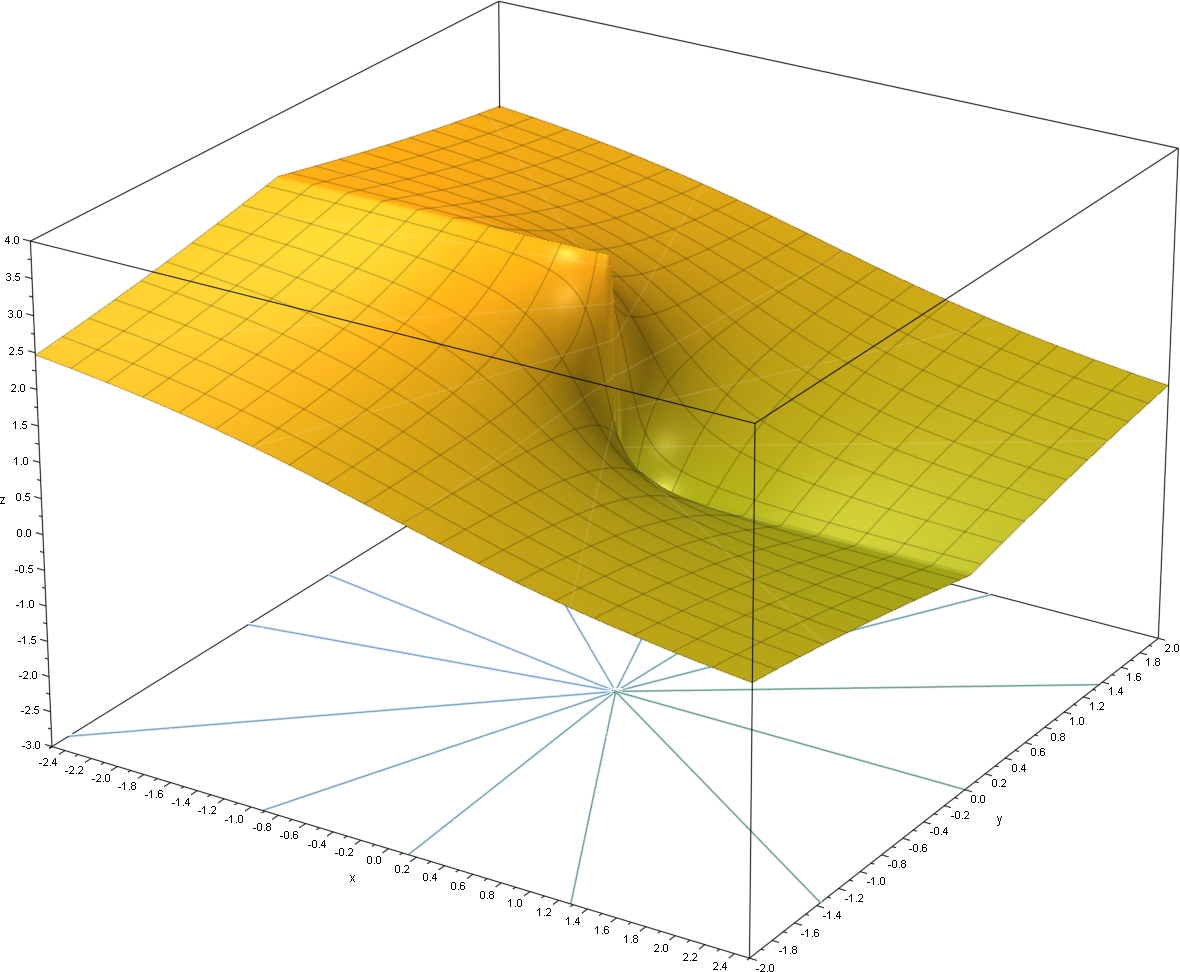
Im(ln(x+iy))
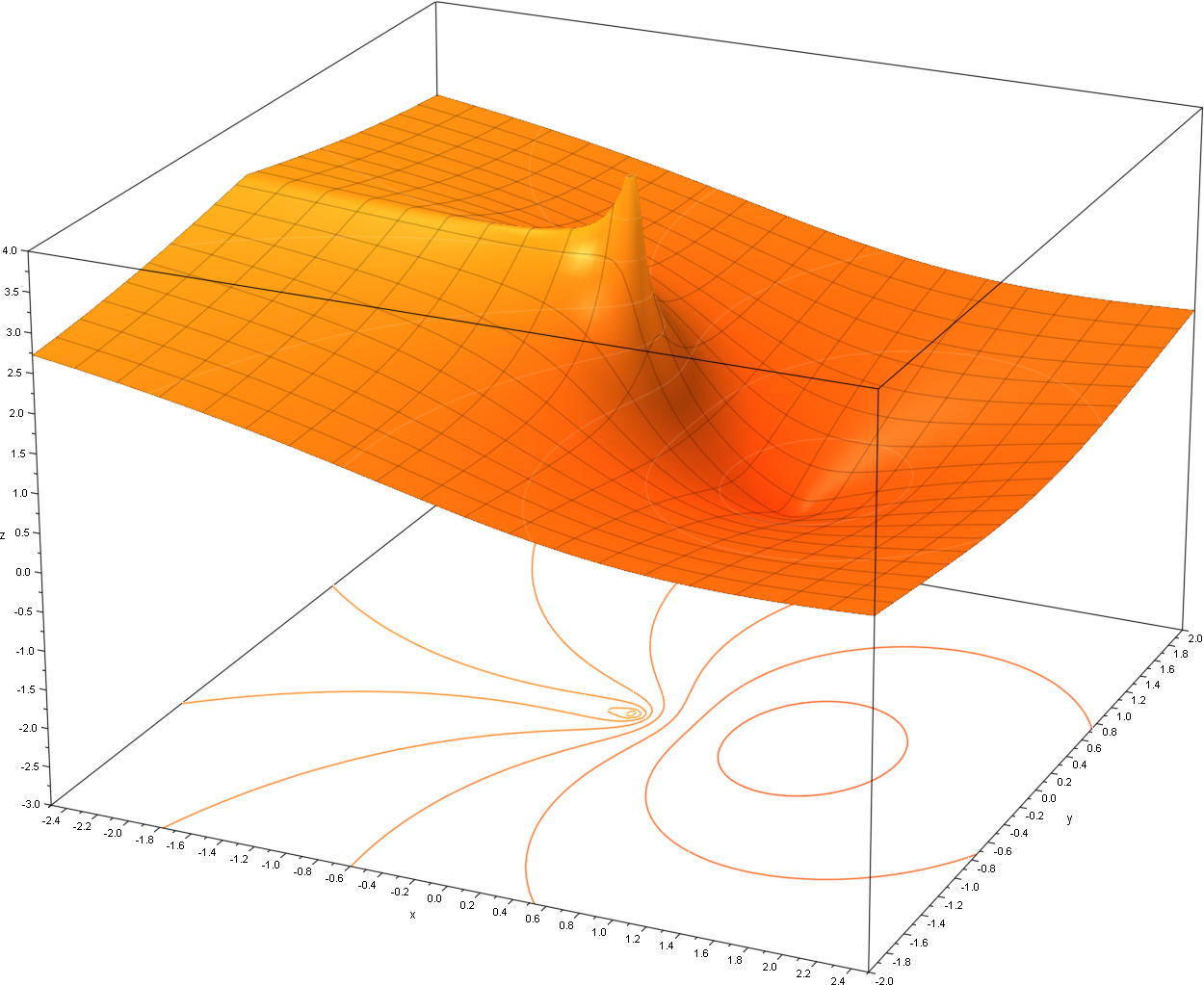
ln(x+iy)
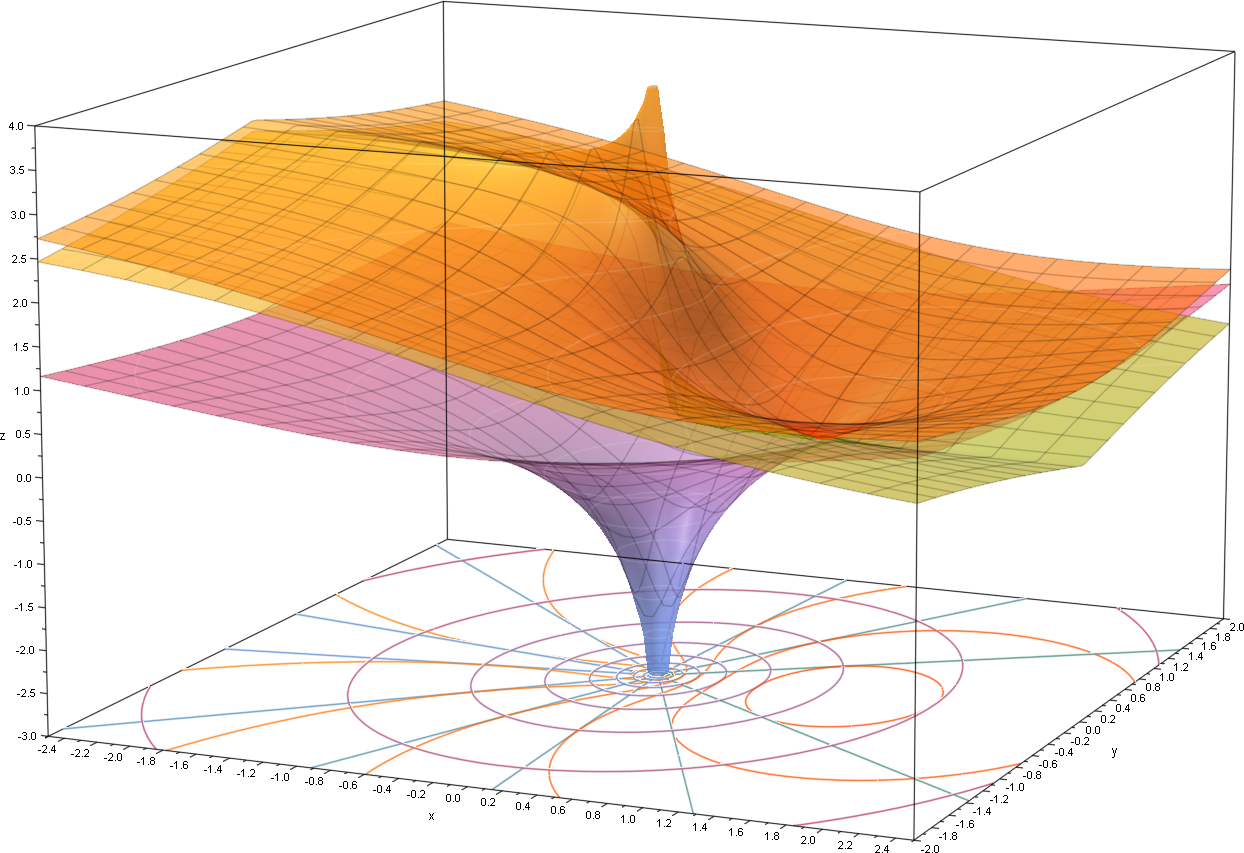
Superposició de les tres gràfiques anteriors